# James Thompson (roer)
James Thompson (født 18. november 1986 i Cape Town, Sydafrika) er en sydafrikansk roer og olympisk guldvinder.
Thompson vandt (sammen med Matthew Brittain, John Smith og Sizwe Ndlovu) guld i letvægtsfirer ved OL 2012 i London. Medaljen var historisk, idet det var den første OL-guldmedalje i roning nogensinde vundet af en afrikansk nation. Sydafrikanerne vandt finalen foran Storbritannien, der fik sølv, mens Danmark tog bronzemedaljerne. Han var også med i båden ved OL 2016 i Rio de Janeiro, hvor Sydafrika sluttede på fjerdepladsen.
Thompson vandt desuden, som makker til John Smith, en VM-guldmedalje i letvægtsdobbeltsculler ved VM 2014 i Amsterdam.

## OL-medaljer
- 2012:  Guld i letvægtsfirer